# 명하

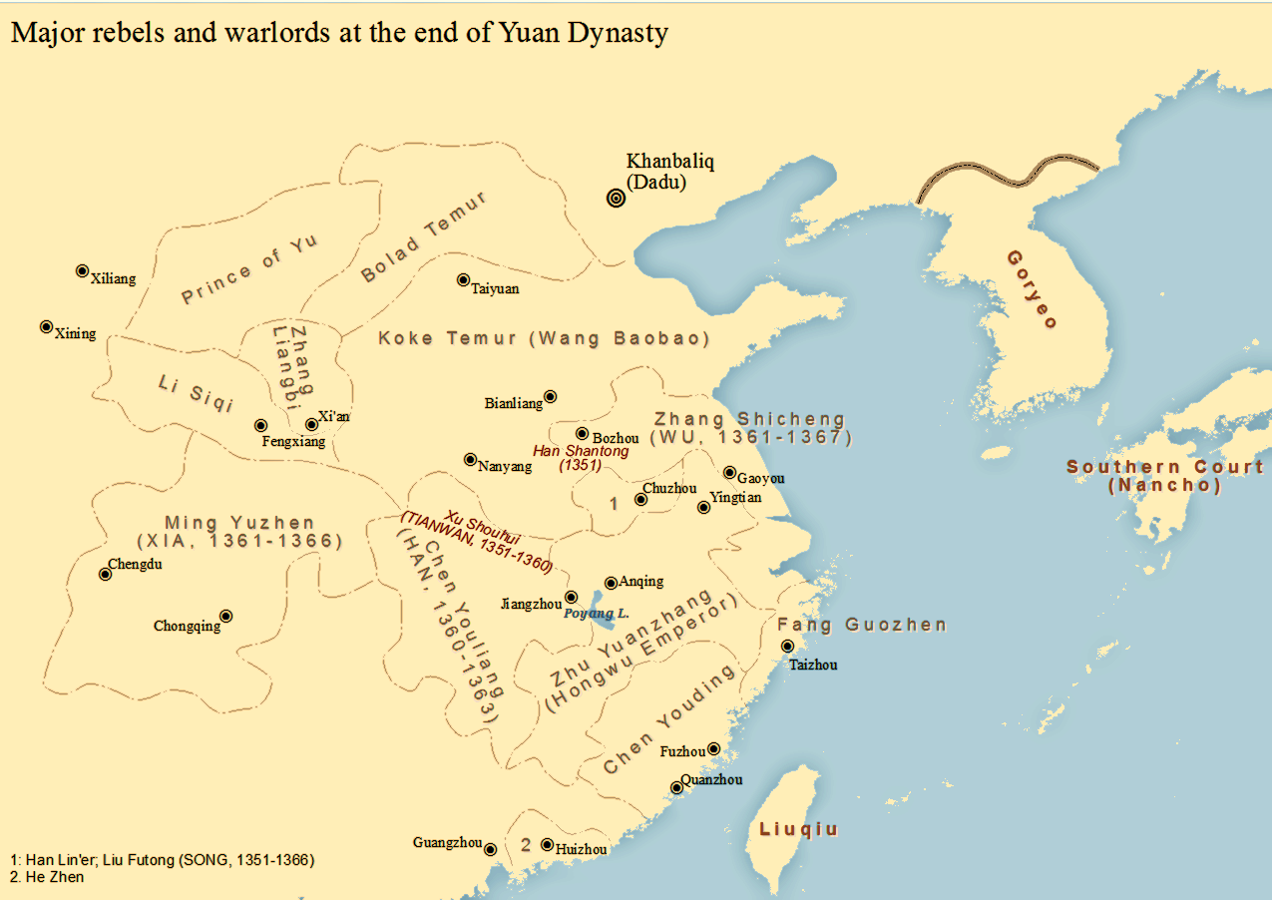

대하(大夏, 1361년 12월 19일 ~ 1371년 8월 3일)는 14세기 중국 시대에 불과 10년간 지속된 홍건적 체제 혁명 성향 봉건 제국이다.

## 명하 제국(明夏 帝國)의 역사

### 초대 군주명옥진(明玉珍, 재위 1361년 12월 19일 ~ 1366년 3월 17일)
명하제국(明夏帝國)은 14세기 중국 시대 반원(反元) 세력으로써 원나라에 항거한 홍건적 예하 부장수 출신의 명옥진(明玉珍) 장군이 1360년에 지난날 촉한제국(蜀漢帝國) 시대 군주(君主)였던 촉한 열조 소열제 유비 장군(蜀漢 烈祖 昭烈帝 劉備 將軍)의 후예를 자처하여 첫 봉기하였으며 1년 후 1361년 12월 19일을 기하여 옛 원나라 쓰촨 성 충칭을 수도로써 내세워 창건한 14세기 중국 중원 황조 시대 비참주(非僭主) 제국이다. 그러므로 명하 황조(明夏 皇朝)는 1361년 12월 19일을 기하여 창건되었고 명옥진(明玉珍)이 초대 황제로 등극하였으며 이듬해 1362년 1월 8일을 기하여 군주 명하 태조 촉국황제 명옥진(明夏 太祖 蜀國皇帝 明玉珍)의 외동아들인 황자 명승(皇子 明昇)이 7세 나이로 황태자(皇太子)에 책립되었다. 1363년 1월 19일을 기하여 대한송제국(大韓宋帝國)·대진한제국(大陳漢帝國)과 모두 서로 공동 우방국교(共同 友邦國交)를 성립하였으며 1363년 2월 8일을 기하여 대주국(大周國)을 동맹제후국(同盟諸侯國)으로 책립하였다. 1364년 1월 29일을 기하여 동맹우방국(同盟友邦國)인 대진한제국(大陳漢帝國)이 결국엔야 주원장(朱元璋, 1328년 ~ 1398년) 장군이 이끄는 홍건도 군사(紅巾徒 軍事)에게 토벌 및 멸국되는 참사를 목도하였다.

### 제2대 군주명승(明昇, 재위 1366년 3월 17일 ~ 1371년 8월 3일)
그 후 1366년 3월 17일을 기하여 명옥진(明玉珍, 1331년 ~ 1366년)이 향년 36세로 붕어하자 그의 외동아들 명승(明昇, 1355년 ~ 1396년) 황태자가 보령 11세로 명하 제2대 군주 보위 등극하여 당시 28세 시절의 모후 팽태후(彭太后, 1338년 ~ 1404년)가 섭정하였으며 1367년 1월 28일을 기하여 동맹우방국(同盟友邦國)인 대한송제국(大韓宋帝國)이 결국엔야 주원장(朱元璋, 1328년 ~ 1398년)이 이끄는 홍건도 군사(紅巾徒 軍事)에게 토벌 및 멸국되는 참사를 목도하였다. 같은 해 1367년 12월 8일을 기하여 동맹제후국인 대주국(大周國)이 원나라에게 부역을 시도하다가 대주국(大周國)을 토원 장군 주원장(朱元璋)에게 멸국되는 참사를 목도하는 등의 가슴 아픔을 겪었으며 이듬해 1368년 1월 23일에 원나라도 주원장(朱元璋)이 이끄는 새 제국 황조 명나라에게 멸국되어 원나라 군주 순제 혜종(順帝 惠宗, 1320년 ~ 1370년)이 축출된 후 주원장(朱元璋)이 명나라 초대 군주 등극하였고 1371년 8월 3일을 기하여 명나라 초대 군주 태조 홍무제 주원장(太祖 洪武帝 朱元璋, 1328년 ~ 1398년)의 총신(寵臣)인 탕화(湯和, 1326년 ~ 1395년) 장군이 정벌한 사태로 하여금 국가 명하 제국이 멸국되었으며 결국 명하 황조 종묘사직(明夏 皇朝 宗廟社稷)이 폐지되어 명하 제국(明夏 帝國)이 명나라에 전격 복속 조치 처분되었다. 참고로 명 태조 홍무제 주원장은 지난날 명하 제국 초대 군주 명옥진 선황제(明玉珍 先皇帝)의 토원 홍건적(討元 紅巾賊) 시절 동료 부수장급 장군이었다.

## 명하 황조 멸국 이후
그 후 1372년 5월 9일을 기하여 당시 폐태후 팽씨(廢太后 彭氏, 1338년 ~ 1404년, 당시 34세)와 폐주 명승(廢主 明昇, 1355년 ~ 1396년, 당시 17세) 모자 일가는 전격적인 홍무제 주원장의 양해 섞인 선처가 동반된 재가로 하여금, 결국 1372년 5월 14일을 기하여 폐태후 팽씨·폐주 명승 모자 일가는 남녀 27인의 가신 및 가노들을 동반하여 전체평화적(全體平和的)으로 명나라를 떠나 1372년 5월 29일을 기하여 고려(高麗)에 귀순하였으며 20년 후 1392년 8월 30일을 기하여 조선(朝鮮)에 재귀순하였다.

## 역대 황제
| 대수  | 묘효             | 시호                        | 성명           | 재위기간        |
| ----- | ---------------- | --------------------------- | -------------- | --------------- |
| 제1대 | 하 태조 (夏太祖) | 흠문소무황제 (欽文昭武皇帝) | 명옥진(明玉珍) | 1361년 ~ 1366년 |
| 제2대 | -                | 종황제 (終皇帝)             | 명승(明昇)     | 1366년 ~ 1371년 |